# 新出光

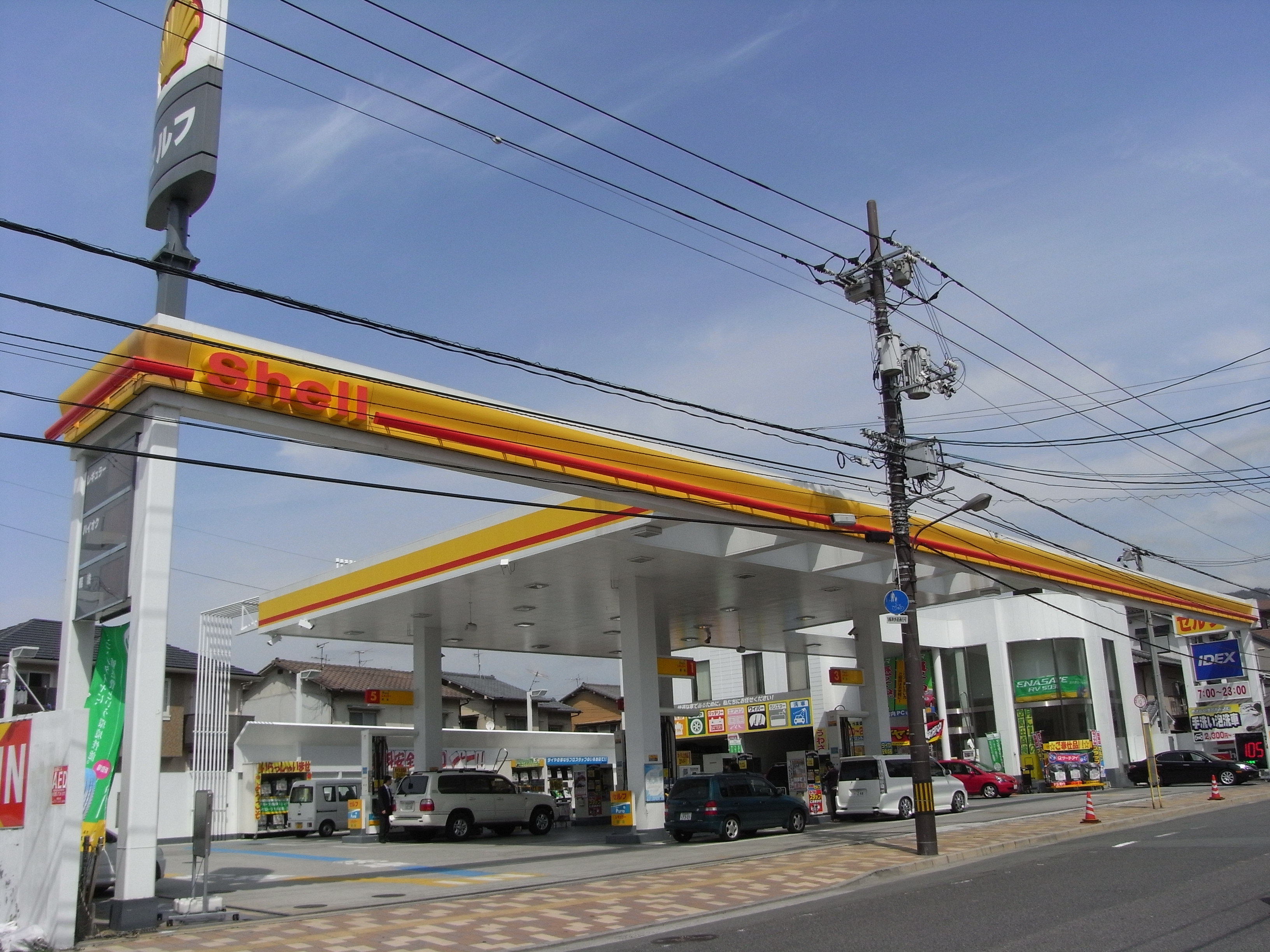
昭和シェル石油 セルフアップルマン府中SS

株式会社新出光（しんいでみつ）は、「IDEX」（イデックス）のブランド名で、主として九州地方でガソリンスタンドを運営する会社である。

## 概要
ガソリンスタンドを九州地方を中心に中国・近畿・東海・関東地方の各地に約600か所展開し、ENEOS、出光興産（apollostation・出光・シェルブランド）、コスモ石油の元売り各社とフランチャイズ契約を結んでいる。
新出光の創業者・出光弘と、出光興産の創業者・出光佐三は兄弟関係にあるが、従来両社に資本関係はなかった。しかし、2005年10月に出光家が経営から離れた出光興産が520億円の第三者割当増資をした際、新出光が3億円の出資をした事で資本関係が生まれた。
ちなみに、2021年7月時点で新出光が運営する出光ブランドのSSは長崎県本土と宮崎県の一部店舗のみ、2021年4月より展開を開始しているapollostationブランドのSSは長崎県の一部店舗のみであるが、新出光が運営する出光傘下となった昭和シェルブランドのSSは、関東以西に広く存在する。

## 沿革
- 1926年（大正15年）3月13日 - 創業者・出光弘が福岡県で太田鉱油店（のちの昭和興産）を創業、石油製品の販売を開始。
- 1926年（大正15年）5月 - 中央九州重油組合（のちの中央興産）設立。
- 1933年（昭和8年）10月 - 昭和商会（のちの出光産業）設立。
- 1950年（昭和25年）3月 - 昭和興産・中央興産・出光産業が合併、新出光株式会社設立。
- 1955年（昭和30年）3月 - 組織改組により新出光石油株式会社に。
- 1960年（昭和35年）8月 - 熊本県・大分県・宮崎県・鹿児島県の販売網を確保するためのグループ会社として新光商事株式会社を設立。
- 1963年（昭和38年）8月 - LPガスの販売を開始。
- 1985年（昭和60年）10月 - 株式会社バジェット・レンタカー九州を設立。
- 1989年（平成元年）4月 - 新出光石油と新光商事が合併し、株式会社新出光が発足。マーケティング名称として「IDEX」ブランドを導入。
- 1990年（平成2年）9月 - 株式会社シュテルン福岡を設立し、メルセデス・ベンツの販売事業を開始。
- 1997年（平成9年）4月 - 株式会社新出光フォーバル（現・株式会社イデックスビジネスサービス）及び株式会社イデックスライブクリエイションを設立し、通信事業と福岡県内におけるTSUTAYA事業を開始。
- 2000年（平成12年）4月 - 株式会社イデックスヒューマンクリエイトを設立し、総合人材派遣事業を開始。
- 2001年（平成13年）3月 - 株式会社イデックスガスを設立。のち、2002年10月に同社へLPガス事業を譲渡し、分社化。
- 2004年（平成16年）4月 - 「プライムカー」の店舗名称で、自動車販売事業を開始。
- 2007年（平成19年）
  - 4月 - 太陽光発電システム販売開始。グループ会社の株式会社イデックスガスが伊藤忠エネクスホームライフ九州株式会社と合併し、株式会社エコア発足。
  - 10月 - LNG（液化天然ガス）販売開始。
- 2008年（平成20年）5月 - 株式会社高尾石油店（現・株式会社イデックスリテール西九州）の全株式を取得してグループ会社化。
- 2009年（平成21年）
  - 2月 - 株式会社河宗石油（後の株式会社イデックスリテール南九州）を設立。
  - 6月 - 大分貝印石油株式会社（後の株式会社イデックスリテール大分）の全株式を取得してグループ会社化。
  - 11月 - グループ会社の株式会社新出光テクノサービスがバイオマス水素の製造を目的に、株式会社イデックスエコエナジーに社名変更。
- 2011年（平成23年）
  - 3月 - 資本金を1億円に減資。減資した4億円はその他資本剰余金に振替。住宅用太陽光発電システムの設置・電気工事を行う株式会社エネルギーテクノサービスの株式を取得してグループ会社化。
  - 4月 - 産業用太陽光発電システムの設計・施工管理を行う株式会社新生を買収し、株式会社新出光ファシリティーズを設立。
  - 8月 - グループ会社の株式会社新出光セントラルを株式会社イデックスリテール福岡に商号変更。株式会社イデックスリテール熊本を設立。株式会社ニシダ・ホールディングスから株式会社ニシダ（後の株式会社イデックスリテール宮崎）の全株式を取得してグループ会社化。
  - 11月 - グループ会社の株式会社新出光バジェット・レンタリース、株式会社新出光ホケンセンター及び当社のカーライフ事業を統合し、株式会社イデックス・オートジャパンを設立。株式会社シュテルン福岡は同社の子会社（当社の孫会社）となる。
- 2012年（平成24年）
  - 3月 - グループ会社の株式会社イデックスライブクリエイションの全事業を終了し、清算。
  - 11月 - 株式会社i・ライフソリューションズを設立。
- 2014年（平成26年）
  - 4月 - 昭和商事石油株式会社の石油関連事業を譲り受け、当社子会社として昭和商事石油株式会社を設立。
  - 10月 - 2013年10月9日付で民事再生手続きを申請した新光石油株式会社の事業を譲り受け、当社子会社として新光石油株式会社を設立[3]。
  - 12月 - 株式会社ケイ・エフ・ジー及び株式会社ナガネツと資本・業務提携。
- 2015年（平成27年）
  - 1月 - 子会社の弘和輸送株式会社が新規導入した大型タンクローリーに当社グループキャラクターである「イデっくん」を導入[4]。
  - 2月 - 金子石油株式会社の全株式を取得してグループ会社化。
  - 3月 - 株式会社漁連石油の73.2%の株式を取得し、同社をグループ会社化[5]。
  - 4月 - 特定規模電気事業者（PPS事業者）として、高圧電力の法人向け電力小売り事業に本格参入。子会社の株式会社イデックスリテール宮崎が同じく子会社の株式会社イデックスリテール南九州を吸収合併し、株式会社イデックスリテール宮崎は株式会社イデックスリテール南九州へ社名変更（逆さ合併による統合）[6]。
  - 10月 - 当社並びにグループ会社の株式会社イデックスエコエナジーで行っていたバイオマス水素製造販売事業から撤退[7]。
  - 12月 - 当社が保有していた株式会社エネルギーテクノサービスの全株式を同社の代表取締役へ譲渡し、同社との資本提携を解消[8]。
- 2016年（平成28年）
  - 3月 - 「イデックスでんき」のブランド名で家庭向け電力小売事業に参入し、事前申込受付を開始（同年7月より電力供給を開始）[9]。
  - 4月 - 子会社の新光石油株式会社が同じく子会社の株式会社イデックスリテール大分を吸収合併[10]。
  - 10月 - 子会社の株式会社イデックスリテール西九州が同じく子会社の金子石油株式会社を吸収合併[11]。
  - 11月 - 大阪装置建設株式会社の株式を譲り受け、グループ会社化[12]。
- 2017年（平成29年）
  - 10月 - 子会社の昭和商事石油株式会社が同じく子会社の株式会社イデックスリテール福岡を吸収合併し、昭和商事石油株式会社は株式会社イデックスリテール福岡へ社名変更（逆さ統合による合併）。
- 2018年（平成30年）
  - 3月 - 新出光不動産株式会社の全株式を取得し、完全子会社化。子会社の株式会社イデックスリテール福岡の全株式を株式交換により同じく子会社の株式会社イデックスオート・ジャパンへ譲渡。
  - 4月 - グループ内のオフィス事業を再編し、株式会社イデックスヒューマンクリエイトを存続会社として、株式会社イデックスビジネスサービス、株式会社イデックスリース、株式会社竹内オフィスの3社を合併し、株式会社イデックスビジネスサービスに商号変更[13]。
  - 11月 - 電源開発株式会社と業務提携し、同社への供給管理の委託を開始[14]。
- 2019年（平成31年 / 令和元年）
  - 5月 - イデックス・オートジャパンにて、BMWの宮崎・鹿児島地区の正規ディーラー権を取得。6月に宮崎市で「Idex BMW宮崎中央店」を開店。
- 2021年（令和3年）
  - 12月28日 - ポケットフーズ株式会社の発行済全株式を取得、完全子会社化。[15]

## 特徴のあるガソリンスタンド
- シェル/イデックス京都大久保バイパスSS（京都府城陽市） - ファミリーマート大久保バイパス店が併設され、みずほ銀行管理のイーネットATMも設置されている。
- シェル/イデックス東広島SS（広島県東広島市） - 長浜ラーメン博多屋東広島店が併設されている。

## 主な関連会社
- 株式会社イデックスオート・ジャパン - 新車販売・レンタカー事業・保険代理店業。日本国内におけるバジェット・レンタカーの代理店。
- 株式会社シュテルン福岡 - メルセデス・ベンツの福岡県販売代理店。株式会社イデックスオート・ジャパン子会社。
- 株式会社イデックスバイエルンモータース - BMWの宮崎県・鹿児島県販売代理店。株式会社イデックスオート・ジャパン子会社。
- 株式会社バジェット・レンタカー四国 - 四国地区及び岡山県におけるレンタカー事業。
- 新出光不動産株式会社 - 不動産事業（売買賃貸借・仲介及び管理運営など）。
- 弘和輸送株式会社 - 貨物自動車運送、自動車運送取扱、油槽所管理業務。
- 株式会社イデックスビジネスサービス - オフィスレイアウトプランニング・パソコンやネットワーク等の運用サポート・業務改善コンサルティング・人材派遣・アウトソーシング、アスクル販売代理店並びにユーキャン正規販売代理店。
- 株式会社イデックスクラリティー - 治具・塗装製品・アルミサッシの剥離及びサッシ電着塗装。
- 株式会社イデックスリテール福岡 - 福岡県・佐賀県におけるSS運営。2017年10月に昭和商事石油株式会社が株式会社イデックスリテール福岡（初代法人。2011年8月に株式会社新出光セントラルから商号変更）を合併して商号変更、2代目法人となり、2018年4月の株式交換により株式会社イデックス・オートジャパンの子会社化。
- 株式会社イデックスリテール西九州 - 佐賀県・長崎県におけるSS運営・保険代理店。2010年10月に株式会社高尾石油店から商号変更。2016年10月に金子石油株式会社を吸収合併。
- 株式会社イデックスリテール熊本 - 熊本県におけるSS運営。
- 株式会社イデックスリテール南九州 - 宮崎県・鹿児島県におけるSS運営。2012年6月に株式会社ニシダから株式会社イデックスリテール宮崎に商号変更後、2015年4月に株式会社イデックスリテール南九州（初代法人。2010年2月に株式会社河宗石油から商号変更）を合併して商号変更、2代目法人となる。
- 新光石油株式会社 - 大分県におけるSS運営。2016年4月に株式会社イデックスリテール大分（2010年2月に大分貝印石油株式会社から商号変更）を吸収合併。
- 株式会社漁連石油 - 海洋石油販売（燃料油・潤滑油）、内航運送業。
- 株式会社i・ライフソリューションズ - アルカリイオン天然水の販売及び宅配、コンビニエンスストア（ローソン）やコメダ珈琲店の経営、コインランドリーの運営。
- 株式会社新出光ファシリティーズ - 産業用太陽光発電の設計・設置。
- 大阪装置建設株式会社 - 都市ガス供給導管敷設工事、コ・ジェネレーション設備の据付配管工事等。
- ポケットフーズ株式会社[15] - 宅配ピザ店チェーン「ピザポケット」を展開。

## 付記
- 2016年（平成28年）3月13日に創業90周年を迎え、これを機に新たに制作されたTVCMに福岡市出身の西内まりやを起用している[16]。